# Nachszon

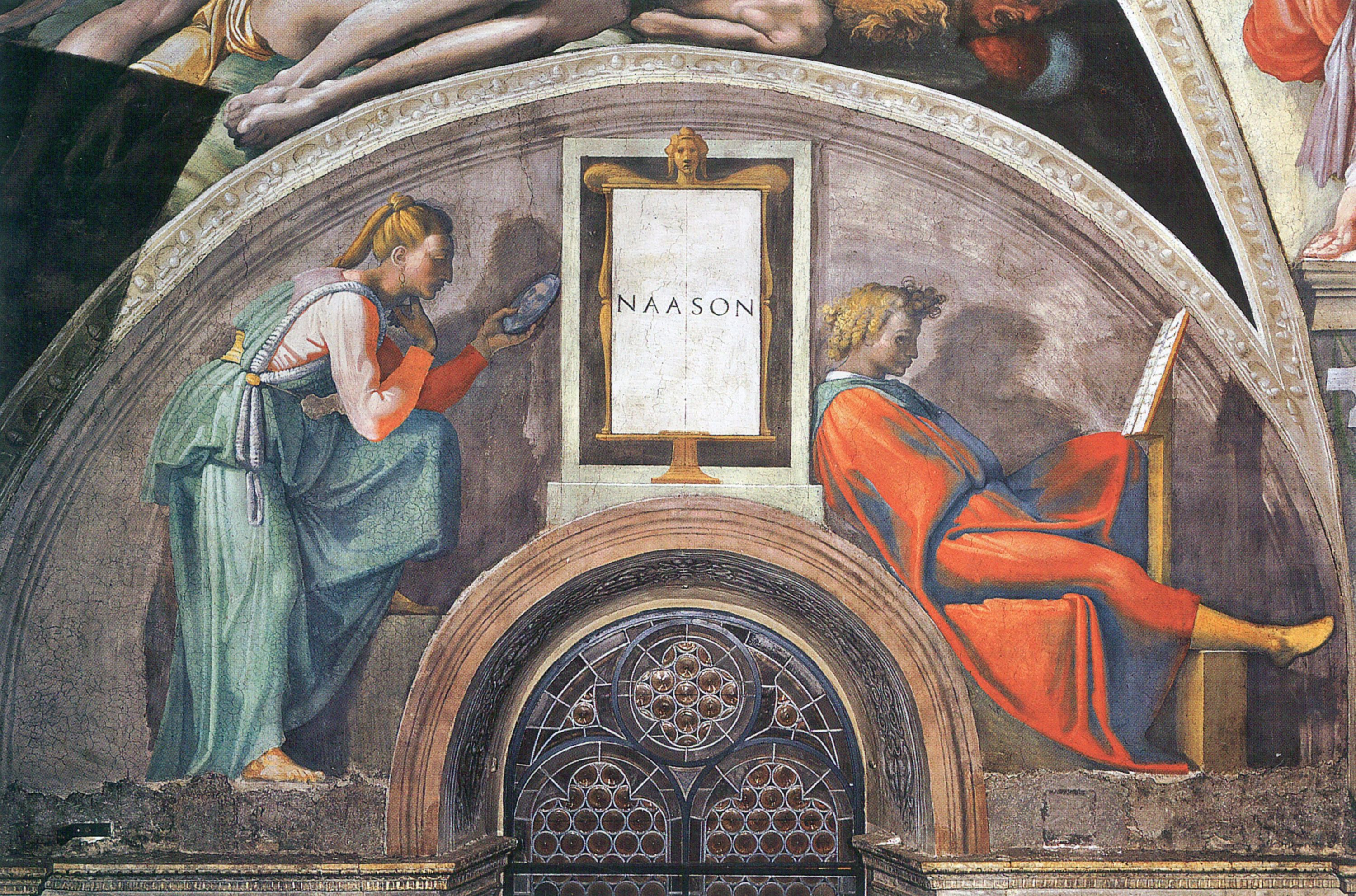
Nachszon (po prawej) na fresku Michała Anioła z Kaplicy Sykstyńskiej. Po lewej jest postać nieznanej kobiety przeglądającej się w lusterku.

Nachszon, syn Amminadaba (hebr. נחשון בן עמינדב  Nachszon ben Aminadaw) – postać starotestamentowa, za czasów Mojżesza naczelnik (książę) pokolenia Judy. W Biblii wzmiankowany wielokrotnie, gdyż był przodkiem króla Dawida, a co za tym idzie – Józefa z Nazaretu. Innym przekładem imienia jest Naasson (z greki w Mt 1,4) i Nahasson (w Biblii Wujka Lb 7,12; Rt 4,20 i 1 Krn 2,10).

## Jako książę
Podobnie jak inni wodzowie pokoleń izraelskich pomógł Mojżeszowi i Aaronowi w dokonaniu pierwszego spisu ludności zdolnej do walki. 
Po ukończeniu budowy Przybytku naczelnicy rodów podarowali na służbę w nim 6 wozów i 12 wołów, które Mojżesz rozdzielił między szczepy lewickie. Potem na rozkaz Pana każdego dnia jeden z nich przynosił do Namiotu dary ofiarne na poświęcenie ołtarza. Nachszon przyszedł jako pierwszy. Złożył on takie same dary, jak wszyscy inni, czyli: srebrna misa ważąca 130 syklów i 70-syklowa, srebrna czara, obie napełnione mąką zaprawioną oliwą na ofiarę pokarmową, 10-syklowa, złota czasza z kadzidłem, cielę, baran i jednoroczne jagnię na ofiarę całopalną, kozioł na ofiarę przebłagalną oraz dwa woły, pięć baranów, pięć kozłów i pięć jednorocznych owieczek na ofiarę biesiadną.

## Genealogia
Od Jakuba do Dawida: Jakub – Juda – Peres1 – Chesron2 – Ram3 – Amminadab4 – Nachszon – Szalmon5 – Booz – Obed – Jesse – Dawid.
1 W rodowodzie Jezusa występuje brzmienie greckie "Fares".
2 Brzmienie gr.: "Ezron".
3 Brzmienie gr.: "Aram".
4 "Amminadab" albo "Aminadab".
5 Odmienne formy imienia: "Szalma" lub "Salmon".